# Wieleń (rezerwat przyrody)
Rezerwat przyrody „Wieleń” – florystyczny rezerwat przyrody w województwie zachodniopomorskim, w powiecie koszalińskim, w gminie Polanów, 1,5 km na zachód od Wielina, po południowej stronie drogi Polanów-Kępice, 1,3 km na wschód-północny wschód od mostku na Grabowej, 4,5 km na północ-północny wschód od Polanowa.
Rezerwat położony jest w granicach Obszaru Chronionego Krajobrazu Okolice Polanowa oraz projektowanego specjalnego obszaru ochrony siedlisk „Dolina Grabowej” PLH320003.
Został utworzony na mocy zarządzenia Ministra Leśnictwa i Przemysłu Drzewnego z dnia 1 czerwca 1965. Zajmuje powierzchnię 2,00 ha.
Celem ochrony rezerwatu, według aktu powołującego, jest „zachowanie ze względów naukowych i dydaktycznych fragmentu lasu bukowego z bogatą szatą mszaków i roślin naczyniowych, położonego w jarze”.
Zbocza głębokiego jaru porośnięte są kwaśną buczyną z dużym udziałem mchów. Dnem jaru płynie strumień zasilany źródłami, niektóre źródliska porasta manna gajowa (Glyceria nemoralis). Dno strumienia jest kamieniste, co nadaje mu charakter górskiego potoku. W zachodniej części rezerwatu, na kamieniach, występuje krwistoczerwony nalot krasnorostu (Hildenbrandtia rivularis).
Gniazdują tu m.in.: siniak (Columba oenas), muchołówka mała (Ficedula parva), dzięcioł czarny (Dryocopus martius).
Rezerwat leży na terenie Nadleśnictwa Polanów. Nadzór sprawuje Regionalny Dyrektor Ochrony Środowiska w Szczecinie. Rezerwat nie ma aktualnego planu ochrony, posiada natomiast obowiązujące zadania ochronne, na podstawie których jego obszar objęty jest ochroną ścisłą.
Na północ od rezerwatu prowadzi znakowany niebieski szlak turystyczny z Polanowa do Krągu.